# Pilar Savone
Pilar Savone (* 16. Juni 1971) ist eine für den Oscar nominierte Filmproduzentin und Second Unit Regisseurin, die hauptsächlich bei Filmen von Quentin Tarantino mitarbeitet.

## Leben
Nachdem Savone anfangs als Regisseuren des zweiten Kamerateams tätig gewesen war, war sie danach in Filmen wie Kill Bill – Volume 1 und Planet Terror als persönliche Assistentin von Quentin Tarantino im Einsatz. Schließlich wurde sie von diesem bis zur hauptverantwortlichen Produzentin für Filme wie Django Unchained befördert, für den sie 2013 für den Oscar für den besten Film nominiert worden ist.
Savone ist die Tochter von Umberto Savone, welcher in der Fernsehserie Advanced English: Interviews with the Famous sich selbst als Salonbesitzer in Beverly Hills spielt.

## Filmografie (Auswahl)
Als Produzentin:
- 2007: Grindhouse (Als Associate Producer)
- 2007: Death Proof – Todsicher (Death Proof) (Als Associate Producer)
- 2009: Inglourious Basterds (Als Associate Producer)
- 2012: Django Unchained
- 2016: Run the Tide
- 2025: Shadow Force – Die letzte Mission (Shadow Force)

Als 2nd Unit Regisseurin:
- 1996: Daddy’s Girl
- 1997: Red Meat
- 1997: Crayola Kids Adventures: The Trojan Horse
- 1997: Nowhere – Eine Reise am Abgrund
- 1997: Wie ich zum ersten Mal Selbstmord beging
- 1997: Jackie Brown
- 1998: Milo
- 1999: The Minus Man
- 1999: Arlington Road
- 1999: Todsichere Geschäfte
- 2000: Cuba libre – Dümmer als die CIA erlaubt
- 2000: Meeting Daddy
- 2000: Mit aller Härte

## Auszeichnungen
- 2013: Black Reel Award:  Nominierung in der Kategorie Bester Film für Dango Unchained
- 2013: AFI Awards: Auszeichnung in der Kategorie Film des Jahres für Django Unchained
- 2013: Oscar: Nominierung in der Kategorie Bester Film für Django Unchained